# Luka Modrić
Luka Modrić (Zadar, 9. rujna 1985.) hrvatski je nogometaš, hrvatski nogometni reprezentativac i kapetan hrvatske nogometne reprezentacije. Većinom igra kao razigravač na poziciji srednjeg veznog. Trenutačno igra za Milan. Smatra se najboljim hrvatskim nogometašem svih vremena.
Za sezonu 2017./18., Luka Modrić proglašen je najboljim igračem Svjetskog prvenstva u Rusiji, najboljim igračem Europe po izboru UEFA-e, najboljim igračem svijeta u izboru FIFA-e The Best FIFA Men's Player te najboljim igračem svijeta za 2018. godinu u izboru Ballon d'Or France Footballa. Prvi je Hrvat koji je osvojio navedena priznanja. Luka Modrić je prvi i jedini nogometaš u povijesti koji je u istoj godini osvojio sve četiri spomenute nagrade.
Modrić je rekordnih 13 puta proglašen Najboljim hrvatskim nogometašem, a 2018. i 2022. godine proglašen je i Najboljim hrvatskim športašem.
Dana 4. svibnja 2024. postao je najstarijim igračem Real Madrida, prestigavši tako Ferenca Puskása. 1. lipnja iste godine osvajanjem šeste Lige prvaka i ukupno 26. trofeja u dresu Real Madrida, Modrić je uz Nachoa Fernandeza postao najtrofejnijim igračem tog kluba. U reprezentativnom dresu, 24. lipnja pogotkom za vodstvo u utakmici protiv Italije (1:1) na Europskom prvenstvu u Njemačkoj 2024., postao je najstarijim strijelcem europskih nogometnih prvenstava s navršenih 38 godina i 289 dana.
14. kolovoza osvajanjem UEFA-inog Superkupa 2024. postao je najtrofejnijim igračem Real Madrida s 27 osvojenih trofeja osamljujući se tako na vrhu ljestvice.
O njemu je napisan životopis "Moja igra", koji je nastao u suradnji s novinarom Robertom Matteonijem.

## Životopis

### Djetinjstvo i mladost
"Luka Modrić je bio predodređen za to da postane vrhunski igrač, no ljudi su u to vrijeme krivo zaključivali jer je bio fizički slab. Kao takav, nekima nije pasao, jer su mislili da igrači moraju imati fizičke predispozicije kako bi igrali vrhunski nogomet. Luka je dokazao suprotno."

Luka Modrić rođen je u Zadru u obitelji Stipe Modrića i Radojke Dopuđ, a prve godine života proveo je u malom dalmatinskom zaselku Modrići, sela Zaton Obrovački nedaleko od Obrovca, odakle je podrijetlom i njegova obitelj. Ime je dobio po djedu Luki koji je po zanimanju bio cestar te je radio na državnim cestama koje su povezivale Dalmaciju i Liku. Njegovi roditelji radili su u obrovačkim socijalističkim poduzećima, sve do početka velikosrpske agresije na Hrvatsku.
Modrići su se 1991. godine našli na teritoriju na kojem su pripadnici srpske vojske radili strašan teror nad hrvatskim stanovništvom. Žrtva je srpske agresije 18. prosinca 1991. tako postao i Modrićev djed Luka, koji je kao civil ubijen od četničke paravojske.
Nakon smrti djeda, Modrićeva obitelj preselila se u Zadar gdje su kao prognanici dobili smještaj u hotelu Iž. Njegov otac Stipe dobio je tada posao u hrvatskoj vojsci, a kako je hotel Iž bio smješten blizu stadiona NK Zadra Luku je upisao u nogometnu školu. Unatoč teškim vremenima, Modrićev otac uspijevao je izdvajati dio novca iz svoje plaće kako bi sinu omogućio treniranje nogometa u najboljim mogućim uvjetima.
Kada je imao 14 godina, Modrić se zajedno s Mariom Grgurovićem zaputio na probu u splitski Hajduk, no tamošnja ih je trenerska struka ocijenila kao fizički slabe. S Hajdukom su kasnije sudjelovali na nekoliko nogometnih turnira u Italiji i unatoč tome što su bili među zapaženijim igračima u Hajduku su mislili kako dječaci nemaju budućnosti u nogometu, prvenstveno zbog nedostataka tjelesnih predispozicija.
Nakon što je završio osnovnu školu, Modrića je šef omladinskog pogona NK Zadar Tomislav Bašić preporučio Zdravku Mamiću, tadašnjem članu Dinamovog izvršnog odbora. Mamić je bez ikakvih prethodnih saznanja o igračevim sposobnostima prihvatio preporuku te je Modrić, nakon osam godina provedenih u nogometnoj školi NK Zadar, 2000. godine potpisao stipendijski ugovor s GNK Dinamo. 
Odluci da Modrić pređe u zagrebački Dinamo žestoko se protivio tadašnji športski direktor NK Zadar Josip Bajlo, koji je smatrao kako bi klub puno više zaradio da je Modrića zadržao do njegove dvadesete godine u klubu, a drugi bi klubovi tada za njegov prelazak morali Zadru platiti odštetu od 2,5 milijuna kuna. Modrićevi su roditelji rekli kako je njegov otac djelatna vojna osoba zbog čega se moraju odseliti, pa ga zbog toga, prema prijedlozima nogometnog saveza, klub ne može zadržati. Nakon što je Dinamo platio 48 tisuća kuna kompenzacije Zadru, Modrić se preselio u Zagreb, no bez roditelja koji su ostali živjeti u Zadru. Klub ga je smjestio u stan na maksimirskom kvartu Ravnice, zajedno s njegovim budućim suigračima u juniorima NK Dinama, bosanskim Hrvatima Ivicom Džidićem i Davorom Landekom.

## Športska karijera
Nogometnu karijeru započeo je u mlađim uzrastima NK Zadar, a 2000. godine prešao je u GNK Dinamo gdje je, preko posudbi u Zrinjskom iz Mostara i Interu iz Zaprešića, izborio mjesto u prvih jedanaest zagrebačkih plavih. S Dinamom je uzastopce osvojio tri naslova državnoga prvaka (2006., 2007. i 2008.) te dva naslova pobjednika Hrvatskog nogometnog kupa (2007. i 2008.). Tomu je pridodao i jedan osvojeni Superkup iz 2006. godine. Također je dobitnik godišnje nagrade Sportskih novosti za najboljeg igrača Prve hrvatske nogometne lige, koja mu je dodijeljena 2008. godine. Dobitnik je i nagrade za najveću nadu hrvatskoga nogometa koju mu je 21. prosinca 2004. godine dodijelio Večernji list.
Dana 15. svibnja 2008. godine prodan je engleskom prvoligašu Tottenham Hotspuru za 16,5 milijuna funti, čime je izjednačio rekordni iznos koji je klub prethodno platio za napadača Darrena Benta. Iako u početku nije bilježio dobru natjecateljsku formu, po dolasku novog menadžera na klupu Tottenhama, Harryja Redknappa, Modrić je postao ključni igrač svoje momčadi. Prvi značajan uspjeh s londonskim klubom napravio je već u svojoj prvoj sezoni kada je Tottenham izgubio finalnu utakmicu engleskog Liga kupa od Chelseaja nakon izvođenja jedanaesteraca.
Za hrvatsku nogometnu reprezentaciju nastupio je na Svjetskom prvenstvu 2006. u Njemačkoj, na Europskom prvenstvu 2008. godine u Austriji i Švicarskoj te na Europskom prvenstvu 2012. godine u Poljskoj i Ukrajini. Odličnim je igrama u dresu nacionalne vrste zaslužio epitet najvažnijeg igrača tadašnjega izbornika Slavena Bilića.

## Klupska karijera

### Početci (2000. – 2004.)
"Prilikom gostovanja u Trebinju i Banjoj Luci, znali smo dobiti batine. Suci vide neke stvari, ali se prave da ih ne vide. Kad su domaćini u situaciji gdje mogu ispasti iz lige, služe se svim i svačim. Kako se Luku nogometaški nije moglo zaustaviti, dobivao je udarce, iako nije bio u posjedu lopte."

Prve tri godine Modrić je nastupao za kadetsku i juniorsku momčad zagrebačkog Dinama u čijem se omladinskom pogonu tada nalazio veliki broj kvalitetnih mladih igrača, među ostalima i Vedran Ćorluka, Eduardo da Silva, Hrvoje Čale i Niko Kranjčar. Modrić je s juniorskom momčadi dva puta osvajao naslov prvaka države prije nego što je, zajedno s Džidićem i Landekom, 2003. godine posuđen na jednu godinu Zrinjskom iz Mostara. Trener i bivši igrač Dinama Stjepan Deverić, poticao je mlade nogometaše da odlaze na posudbe u druge klubove, pa se tako i sam odlučio otići s trojicom nogometaša u Zrinjski kako bi pomnije pratio njihov napredak. Mladi Dinamovi nogometaši bili su okosnica mostarskog kluba, a posebno se isticao Modrić koji je odličnim igrama pomogao Zrinjskom u borbi za ostanak u elitnom razredu bosanskohercegovačkog nogometa. U tjelesno izrazito zahtjevnoj nogometnoj ligi Modrić se prometnuo u jednog od najboljih igrača te mu je iskustvo igranja na seniorskoj razini pomoglo u daljnjem razvoju njegovog neosporivog talenta. Iako je imao samo 18 godina navijači Zrinjskog, Ultrasi, dodijelili su mu trofej "Filip Šunjić–Pipa", nagradu koju na kraju svake sezone uručuju igraču koji se istaknuo svojim zalaganjem i borbenošću na terenu, ali prije svega korektnim odnosom prema navijačima izvan športskih borilišta. Modrić je ujedno i najmlađi dobitnik te nagrade. U dresu Zrinjskog odigrao je 22 utakmice uz učinak od 8 pogodaka. Utakmicu za pamćenje odigrao je 3. travnja 2004. godine kada je Zrinjski u 24. kolu Premijer lige pobijedio tada jako FK Sarajevo koje se te sezone borilo za naslov prvaka rezultatom od 2:1. Modrić je doveo Zrinjski u vodstvo nakon što je, sam oduzevši loptu igračima Sarajeva, pretrčao cijelu protivničku polovicu i na kraju zabio pogodak.
Po završetku posudbe, Modrić se vratio u Dinamo i unatoč odličnim nastupima za Zrinjski, čelnici kluba nisu bili impresionirani mladim nogometašem te su ga planirali ostaviti još jednu sezonu na posudbi zajedno s Džidićem i Landekom, a trebao im se priključiti i Ćorluka. Međutim, tadašnji pomoćni trener Dinama Đuro Bago nije htio dozvoliti da klub upropasti talentirane nogometaše te je nagovorio upravu Dinama da Modrića i Ćorluku pošalju na posudbu u zaprešićki Inter. Sve je bilo dogovoreno sa
direktorom NK Intera Brankom Ljaljkom, a uz njih dvojicu na posudbu je poslan i Hrvoje Čale. Prvu službenu utakmicu za Inter Modrić odigrao je 24. srpnja 2004., u prvome kolu 2004./05. sezone prve hrvatske nogometne lige u gostujućoj pobjedi nad NK Zagrebom od 1:0. Prvi pogodak u hrvatskoj nogometnoj ligi postigao je 18. rujna 2004. u domaćoj pobjedi Intera nad Varteksom od 3:2. U jesenskome dijelu prvenstva, Modrić je nastupio u svih 18 Interovih utakmica, zabivši pritom 4 pogotka. Zaprešićki je Inter, na opće iznenađenje hrvatske javnosti, jesenski dio Prve hrvatske nogometne lige završio na prvome mjestu, uz veliki doprinos trojice mladih Dinamovih nogometaša. Odlične igre Luke Modrića više nisu mogle proći nezapaženo te ga je Dinamova uprava odlučila prijevremeno vratiti s posudbe.

### Dinamo Zagreb (2005. – 2008.)
S posudbe se vratio 10. siječnja 2005. godine te se ubrzo priključio seniorskome sastavu pripremama za nadolazeći proljetni dio sezone. Unatoč odličnim igrama pruženim u dresovima Zrinjskog i Intera, Modrić se nije uspio u Dinamu izboriti za mjesto standardnog prvotimca. Tadašnji treneri Ilija Lončarević i Zvjezdan Cvetković nisu Modriću pružali učestale prilike za dokazivanje, a kao rezultat toga u svojoj prvoj sezoni nastupio je u 7 od mogućih 14 prvenstvenih utakmica za Dinamo, ne zabivši nijedan pogodak. Zagrebački je klub okončao sezonu sedmim mjestom u prvenstvu, što je najgora konačna pozicija kluba otkad se natječe u Prvoj hrvatskoj nogometnoj ligi.
Nakon što je klub u prethodnoj sezoni smijenio čak četiri trenera, novo ime na klupi Dinama za sezonu 2005./06. bio je, po drugi puta u njegovoj karijeri, Josip Kuže. Modrić je te sezone nastupio u sve 32 utakmice Prve HNL te zabio 8 pogodaka. Dinamo je s novim trenerom suvereno dominirao ligom te praktički tijekom cijele sezone držao prvo mjesto koje mu na kraju nije pobjeglo. Modrić, s brojem 10 na leđima, bio je jedan od najvažnijih igrača Dinama uz kapetana Mamića i nesavladiv napadački dvojac Bošnjak–Eduardo. Svojim pogodcima riješio je dva derbija s Hajdukom, po jedan na Poljudu i Maksimiru, uključujući i utakmicu protiv najvećeg konkurenta za osvajanje naslova te sezone, Rijeci na Kantridi. Sjajnim igrama u klubu dobio je i poziv u reprezentaciju, a prethodno tomu uspješno je igrao i u mlađim selekcijama Hrvatske nacionalne vrste, skupivši 15 nastupa za reprezentaciju do 21 godinu, gdje se dva puta upisao u strijelce. U Dinamo su stigle ponude velikih europskih klubova za njega, no navodno su odbijene i Modrić je ostao u Zagrebu, potpisavši novi desetogodišnji ugovor s Dinamom do 2015. godine.
S novim trenerom, Brankom Ivankovićem, klub je obranio titulu prvaka države u sezoni 2006./07., osvojivši čak 92 boda i pobijedivši u 30 od 33 odigrane utakmice te sezone. Od 13. kola i poraza od 2:1 u gostima kod Šibenika, Dinamo je nanizao 20 pobjeda čime je osigurao deveti naslov hrvatskoga prvaka. Modrić je nastupio u 30 ligaških utakmica i zabio 6 pogodaka. Također je sudjelovao u Dinamovom pohodu na dvostruku krunu, odigravši 7 utakmica u kupu i zabivši 1 pogodak Hajduku u uzvratnoj utakmici poluzavršnice. No, mladi reprezentativni trojac Modrić–Eduardo-Ćorluka nije klubu donio uspjeh u Europi, gdje su pokleknuli pred francuskim Auxerreom u kvalifikacijama za grupnu fazu Kupa UEFE. 
I naredne sezone, 2007./08., Dinamo je osvojio dvostruku krunu pod vodstvom, prvo Ivankovića te poslije Zvonimira Solde. Modrić je preuzeo kapetansku traku i odveo klub do uspješne sezone u kojoj su iz europskih natjecanja izbacili nizozemskog nogometnog diva AFC Ajaxa, pobijedivši ih 3:2 nakon produžetaka na njihovoj Amsterdam Areni. Modrić je protiv Ajaxa realizirao prvi pogodak iz jedanaesterca te je, uz Mandžukića, bio najbolji pojedinac zagrebačke momčadi. Nažalost, ni ove sezone klub nije dočekao proljeće u Europi, pa se sve više nagađalo o Modrićevu odlasku u inozemstvo. Izvršni dopredsjednik kluba Zdravko Mamić navodno je odbio 50 milijunske iznose od engleskih prvoligaša te izjavio kako klub nema namjeru prodavati Luku Modrića do kraja sezone 2008./09. Međutim, Modrić se nije pomirio s ostankom te najavio siguran odlazak iz kluba na ljeto. U noći s 25. na 26. travnja dogovoren je potpis 12 milijuna eura vrijedan 6-godišnji ugovor s londonskim Tottenhamom, dok je Dinamu transferom pripalo čak 21 milijun eura.

### Tottenham Hotspur (2008. – 2012.)

#### 2008./09.
Modrićev prelazak u Tottenham izjednačio je rekord najskupljeg transfera londonskog kluba, koji je istu cijenu platio i za napadača Darrena Benta u lipnju 2007. godine. Prvu utakmicu za novu momčad odigrao je 28. srpnja u prijateljskom ogledu s niželigašem Norwichom. Luka je u visokoj pobjedi od 5:1 odigrao 45 minuta. Prva službena utakmica u kojoj je nastupio bio je poraz od 2:1 u gostima protiv Middlesbrougha u prvome kolu engleske FA Premier lige 16. kolovoza. Španjolski stručnjak Juande Ramos, tada menadžer Tottenhama, često ga je upotrebljavao van njegove prirodne pozicije, pa je tako Modrić, tijekom Ramosove ere, igrao discipliniranu i defanzivnu ulogu središnjeg veznog koja je ograničavala njegove napadačke sposobnosti. Momčad je započela sezonu s porazima te je već nakon nekoliko uvodnih utakmica bila prikovana za dno ligaške tablice. Modrić je često bio na udaru engleskih medija koji su, pogotovo nakon što je zadobio ozljedu koljena, često kritizirali njegove tjelesne sposobnosti, pa tako i njegovu formu od dolaska u Tottenham. Za njegovu i formu kluba posebno je bio zabrinut i tadašnji izbornik hrvatske nogometne reprezentacije Slaven Bilić, smatravši kako se od Modrića u Tottenhamu očekuje puno više, ali je istaknuo kako je samo pitanje vremena kada će se u klubu stvari posložiti, pa će tako i nadoći dobra forma Luke Modrića. Ramosu je uručen otkaz, a zamijenio ga je menadžer Portsmoutha Harry Redknapp. S njegovim dolaskom, situacija u klubu se poboljšava, pa tako i Modrić pronalazi odgovarajuću formu pod vodstvom novoga menadžera. Engleski stručnjak koristio je Modrića kao razigravača koji je igrao u vrhu napada zajedno s napadačima Bentom i Pavljučenkom. Nekoliko mjeseci kasnije, kako je rasla dobra forma i atmosfera u momčadi, Redknapp je izjavio kako planira izgraditi momčad kojoj će okosnica biti hrvatski reprezentativac Luka Modrić. Tijekom zimskoga prijelaznog roka u klub se vraćaju Robbie Keane i Jermaine Defoe, pa je dolaskom novih napadača Modrić ponovno igrao na poziciji središnjeg veznog, ali s ofanzivnijom ulogom kakvu je imao i dok je bio razigravač i kapetan Dinama. Nastavio je igrati u sjajnoj formi te je bio proglašen najboljim igračem u pobjedama nad Stokeom i Chelseajem. Prvi službeni pogodak za Tottenham Modrić je zabio u utakmici protiv Spartaka iz Moskve 18. prosinca 2008. koja je završila neriješenim ishodom 2:2. Tri dana kasnije zabija svoj prvi ligaški pogodak protiv ekipe Newcastlea u gostujućem porazu od 2:1.

#### 2009./10.
28. kolovoza 2009., tijekom utakmice protiv Birminghama u petom kolu Premier lige, Modrić je napustio travnjak nakon što je u duelu s Lee Bowyerom zadobio ozljedu gležnja na desnoj nozi. Narednog dana potvrđene su sumnje kako je riječ o težoj ozljedi te da će Modrić, zbog frakture desne fibule, izostati s travnjaka najmanje šest tjedana. No, ni nakon šest tjedana nije dočekan njegov oporavak te povratak na travnjake. 31. listopada 2009. godine Harry Redknapp odgodio je Modrićev povratak na tri tjedna, tek nakon reprezentativnih stanki. Njegov povratak na travnjake dogodio se 8. prosinca 2009. godine kada je odigrao 70 minuta u pobjedi Tottenhama od 5:2, u prijateljskoj utakmici, protiv niželigaša Grays Athletica. 28. prosinca 2009., u svojoj prvoj utakmici u početnoj postavi Tottenhama nakon oporavka od ozljede, postiže pogodak u 11. minuti u utakmici protiv West Ham Uniteda.

#### 2010./11.
Svoj prvi gol u Englesko premijer ligi 2010./11. postigao je u susretu protiv West Bromwich Albiona na samom početku sezone, 11. rujna 2010., u gostujućoj utakmici. U sljedećih nekoliko susreta odigrao je nekoliko dobrih napadnih uloga, a svoj drugi gol te sezone postigao je na domaćem stadionu 28. studenog protiv Liverpoola. Kasnije se taj gol pripisao kao autogol liverpoolskog obrambenog igrača. Nakon odlične obrambeno-napadačke igre u neriješenom dvoboju protiv Manchester Uniteda u siječnju 2011., trener Redknapp je izjavio: Bio je neprepoznatljiv. Očaravajuć. On je nevjerojatan igrač, mali čovjek koji uzima loptu iz najužih kutova i izvlači se iz svake neugodnosti. Mogao bi igrati u bilo kojoj momčadi na svijetu. Iako je u proljetnom dijelu sezone igrao u prvoj postavi, svoj treći sezonski pogodak zabio je tek 9. travnja u pobjedi nad Stoke Cityem od 3:2. Izborio je jedanaesterac nakon grubog nasrtaja liverpoolskog igrača, a tu utakmicu na Anfieldu Tottenham je dobio s dva zabijena i bez primljenog pogotka.

#### 2011./12.
Za se Modrića bio zanimao Tottenhamov gradski rival Chelsea. Tijekom prvog dijela sezone Chelsea je nekoliko puta nudio velike, svaki put sve veće vrtoglave iznose da bi Modrić prešao iz Tottenhama u Chelsea, no Tottenham je svaki put to odbio. Tako je Tottenham 16. lipnja 2011. godine odbio prodati Modrića Chelseaju za 25 milijuna eura.

### Real Madrid
Ljeti 2012. govorilo se je da bi Modrić trebao postati igrač madridskoga Reala. Trakavica je trajala dugih 80 dana nakon čega je predsjednik Tottenhama napokon odlučio pustiti svog ponajboljeg igrača u redove španjolskog velikana. U španjolskim je medijima tada portretiran kao najgorim ugovorom za klub. Modrić je toga dana postao najplaćenijim hrvatskim nogometašem te šesti najplaćeniji igrač u Realovoj povijesti. 
Dana 27. kolovoza 2012. godine Modrić je potpisao petogodišnji ugovor s Realom, a debitirao je tri dana kasnije u utakmici španjolskog Superkupa protiv Barcelone. Svoj prvi La Liga pogodak za Real Madrid postigao je u utakmici 10. kola sezone 2012./13., protiv Real Zaragoze. Luka je osvojio Ligu prvaka s Kraljevskim klubom pet puta (2014., 2016., 2017., 2018. i 2022.). Imenovan je najboljim veznim igračem u Španjolskoj te je stavljen u najbolju momčad svijeta prošle godine. Modrić je glavni igrač hrvatske reprezentacije te glavni igrač Reala. 
U utakmici 36. kola španjolske La Lige 2021./22. Modrić je triput asistirao u prvom poluvremenom za pobjedu Reala nad Levanteom.
U 255. El Clasicu Modrić je ostvario rekord. Naime, 28. listopada 2023. Modrić je u svom 500. nastupu za Real Madrid (u svim natjecanjima) postao najstarijim igračem El Clasica s 38 godina i 47 dana starosti ušavši u 63. minuti susreta i pritom upisavši asistenciju u 92. minuti za pobjedonosni pogodak i preokret utakmice. Na Camp Nou Kraljevski klub slavio je s 2:1.
Dana 9. srpnja 2025. Luka Modrić odigrao je posljednju utakmicu za Real Madrid. Tijekom 13 sezona u Realu, Modrić je osvojio ukupno 28 trofeja i postao najtrofejniji igrač u povijesti kluba.

## Hrvatska nogometna reprezentacija

### Mlađe selekcije
Modrić je za hrvatsku nogometnu reprezentaciju nastupao kroz šest dobnih kategorija: do 15, do 17, do 18, do 19, do 21 te seniorsku momčad. Prvi nastup ubilježio je 13. ožujka 2001. godine za selekciju do 15 godina u prijateljskoj utakmici protiv Slovenije u Rovinju. Hrvatska je utakmicu dobila rezultatom od 5:0, a Modrić je igrao do 41. minute. Za istu selekciju upisao je još samo jedan nastup, također u prijateljskom ogledu protiv Slovenije koji je završio neriješenim ishodom, 2:2. Potom je nastupao za selekciju do 17 godina za koju je odigrao dva prijateljska susreta protiv Slovenije. Prva utakmica, igrana 21. kolovoza 2001. godine u Brežicama završila je 1:1, a uzvratni ogled dva dana kasnije odigran je u Zaboku a završio je pobjedom Hrvatske od 2:0.
Sljedećih 16 mjeseci Modrić nije ubilježio niti jedan nastup za hrvatsku reprezentaciju, sve do 28. siječnja 2003. godine kada je odigrao svih 90 minuta za selekciju do 18 godina u prijateljskom ogledu protiv Portugala koji je završio neodlučenim ishodom 1:1. Dva tjedna kasnije debitirao je za selekciju do 19 u pobjedi nad Slovenijom od 2:1. Prvu natjecateljsku utakmicu za Hrvatsku odigrao je 27. listopada 2003. u Puli, u pobjedi 1:0 nad Albanijom u kvalifikacijama za nadolazeće Europsko nogometno prvenstvo do 19 godina. Ukupno je za selekciju do 18 godina odigrao 7, a za selekciju do 19 godina 11 utakmica te je bio strijelac jednog pogotka. 31. ožujka 2004. po prvi je puta zaigrao i za reprezentaciju do 21, odigravši 30. minuta u prijateljskom ogledu protiv Turske u Velikoj Gorici koji je završio bez pogodaka. Za hrvatsku reprezentaciju do 21 godinu odigrao je 15 utakmica, zabivši pritom 2 pogotka.

### Seniorska reprezentacija
Nakon što je reprezentacija doživjela neuspjeh izgubivši od Srpske selekcije do 21 godinu u dokvalifikacijama za Europsko prvenstvo, Modrić je napokon dobio poziv za seniorsku selekciju od tadašnjeg izbornika Zlatka Kranjčara. Svoj prvi nastup ubilježio je 1. ožujka 2006. u Baselu, u prijateljskom ogledu protiv Argentine. Modrić je igrao do 84. minute kada ga je zamijenio Jerko Leko, a Hrvatska je utakmicu pobijedila s 3:2, nakon što je Dario Šimić zabio pobjedonosni pogodak u posljednjoj minuti utakmice. Prethodno svjetskom prvenstvu u Njemačkoj, Modrić je nastupio u još četiri prijateljske utakmice za Hrvatsku nacionalnu vrstu, od čega je tri susreta počinjao s klupe za pričuve. Na svjetskom prvenstvu dobio je tek nešto više od 15 minuta u utakmicama protiv Japana i Australije. 
Hrvatska se nije plasirala u osminu završnice, a grupni dio natjecanja završila je na trećem mjestu s dva boda. Po dolasku novog izbornika Slavena Bilića, Modrić postaje standardni član početne postave te već u svojoj prvoj utakmici pod vodstvom Bilića doprinosi pogotkom u gostujućoj pobjedi od 2:0, u prijateljskom ogledu, protiv Italije, 16. kolovoza 2006. godine. Prvi pogodak u natjecateljskoj utakmici zabio je protiv reprezentacije Andore u kvalifikacijama za europsko prvenstvo u Austriji i Švicarskoj. Utakmica je završila rekordnom pobjedom hrvatske nogometne reprezentacije od 7:0. Nastupio je u svih 12 kvalifikacijskih utakmica od kojih je hrvatska reprezentacija pobijedila devet, izgubila jednu te dvije utakmice koje su završile 0:0 protiv Rusije. Na Europskom prvenstvu u nogometu u Austriji i Švicarskoj, Modrić je odigrao po 90 minuta u utakmicama protiv reprezentacija Austrije, Njemačke te Turske. Također je bio strijelac prvog pogotka hrvatske reprezentacije na turniru, realiziravši jedanaesterac protiv Austrije u 4. minuti, u utakmici koju je hrvatska reprezentacija pobijedila s 1:0. Također, u četvrtzavršnici protiv Turske bio je prvi izvođač jedanaesteraca, koji su odlučivali o prolasku u poluzavršnicu. Modrić je promašio cijeli okvir vrata te je Hrvatska ispala s europskog prvenstva.
U sljedećem kvalifikacijskom ciklusu, za Svjetsko nogometno prvenstvo 2010. godine u Južnoafričkoj Republici, Modrić je nastupio u šest od mogućih deset susreta i bio strijelac tri pogotka, po jedan protiv Kazahstana, Andore te Ukrajine. Hrvatska se nije uspjela plasirati nakon što je u grupnom dijelu kvalifikacija završila na trećem mjestu s osvojenih dvadeset bodova, jedan manje od drugoplasirane Ukrajine te sedam bodova manje od prvoplasirane u grupi, nogometne reprezentacije Engleske.
Hrvatski nogometni izbornik objavio je u svibnju 2016. popis za nastup na Europskom prvenstvu u Francuskoj, na kojem se nalazi Modrić.
Luka je s reprezentacijom kao kapetan na Svjetskom prvenstvu u Rusiji 2018. uspio ostvariti najveći uspjeh u povijesti hrvatskog nogometa, osvojivši za Hrvatsku srebrnu medalju. Na tom natjecanju čast dobitka Zlatne lopte pripala je upravo Luki.
Dana 27. ožujka 2021. godine, Luka Modrić je sa 135 nastupa postao novi rekorder po broju nastupa za reprezentaciju, preskočivši Darija Srnu na toj vječnoj ljestvici.
Na Svjetskom prvenstvu u Kataru 2022. Modrić je s Hrvatskom osvojio brončanu medalju, a osvojio je i Brončanu loptu tog svjetskog prvenstva.

### Pogodci za hrvatsku nogometnu reprezentaciju
| Broj | Datum               | Mjesto                                           | Protivnik   | Pogodak | Konačan ishod | Natjecanje                                                 |
| ---- | ------------------- | ------------------------------------------------ | ----------- | ------- | ------------- | ---------------------------------------------------------- |
| 1.   | 16. kolovoza 2006.  | Stadio Armando Picchi, Livorno, Italija          | Italija     | 0:2     | 0:2           | Prijateljska utakmica                                      |
| 2.   | 7. listopada 2006.  | Maksimir, Zagreb, Hrvatska                       | Andora      | 7:0     | 7:0           | Kvalifikacije za Euro 2008.                                |
| 3.   | 7. veljače 2007.    | Kantrida, Rijeka, Hrvatska                       | Norveška    | 2:0     | 2:1           | Prijateljska utakmica                                      |
| 4.   | 8. lipnja 2008.     | Ernst Happel Stadion, Beč, Austrija              | Austrija    | 0:1     | 0:1           | Europsko prvenstvo u nogometu – Austrija i Švicarska 2008. |
| 5.   | 6. rujna 2008.      | Maksimir, Zagreb, Hrvatska                       | Kazahstan   | 2:0     | 3:0           | Kvalifikacije za Svj. prvenstvo 2010.                      |
| 6.   | 15. listopada 2008. | Maksimir, Zagreb, Hrvatska                       | Andora      | 3:0     | 4:0           | Kvalifikacije za Svj. prvenstvo 2010.                      |
| 7.   | 6. lipnja 2009.     | Maksimir, Zagreb, Hrvatska                       | Ukrajina    | 2:2     | 2:2           | Kvalifikacije za Svj. prvenstvo 2010.                      |
| 8.   | 6. rujna 2011.      | Maksimir, Zagreb, Hrvatska                       | Izrael      | 1:1     | 3:1           | Kvalifikacije za Euro 2012.                                |
| 9.   | 9. rujna 2014.      | Maksimir, Zagreb, Hrvatska                       | Malta       | 1:0     | 2:0           | Kvalifikacije za Euro 2016.                                |
| 10.  | 13. listopada 2014. | Gradski vrt, Osijek, Hrvatska                    | Azerbajdžan | 5:0     | 6:0           | Kvalifikacije za Euro 2016.                                |
| 11.  | 12. lipnja 2016.    | Park prinčeva, Pariz, Francuska                  | Turska      | 1:0     | 1:0           | Europsko prvenstvo u nogometu – Francuska 2016.            |
| 12.  | 9. studenoga 2017.  | Maksimir, Zagreb, Hrvatska                       | Grčka       | 1:0     | 4:1           | Kvalifikacije za Svj. prvenstvo 2018.                      |
| 13.  | 16. lipnja 2018.    | Stadion Kalinjingrad, Kalinjingrad, Rusija       | Nigerija    | 2:0     | 2:0           | Svjetsko prvenstvo u nogometu – Rusija 2018.               |
| 14.  | 21. lipnja 2018.    | Stadion Nižnji Novgorod, Nižnji Novgorod, Rusija | Argentina   | 2:0     | 3:0           | Svjetsko prvenstvo u nogometu – Rusija 2018.               |
| 15.  | 9. rujna 2019.      | Bakcell Arena, Baku, Azerbajdžan                 | Azerbajdžan | 0:1     | 1:1           | Kvalifikacije za Euro 2020.                                |
| 16.  | 10. listopada 2019. | Gradski stadion Poljud, Split, Hrvatska          | Mađarska    | 1:0     | 3:0           | Kvalifikacije za Euro 2020.                                |
| 17.  | 30. ožujka 2021.    | Stadion Rujevica, Rijeka, Hrvatska               | Malta       | 2:0     | 3:0           | Kvalifikacije za Svj. prvenstvo 2022.                      |
| 18.  | 22. lipnja 2021.    | Hampden Park, Glasgow, Škotska                   | Škotska     | 2:1     | 3:1           | Europsko prvenstvo u nogometu – Europa 2020.               |
| 19.  | 11. listopada 2021. | Gradski vrt, Osijek, Hrvatska                    | Slovačka    | 2:2     | 2:2           | Kvalifikacije za Svj. prvenstvo 2022.                      |
| 20.  | 11. studenoga 2021. | National Stadium, Ta' Qali, Malta                | Malta       | 1:4     | 1:7           | Kvalifikacije za Svj. prvenstvo 2022.                      |
| 21.  | 29. ožujka 2022.    | Education City Stadium, Al Rayyan, Katar         | Bugarska    | 1:1     | 2:1           | Prijateljska utakmica                                      |
| 22.  | 13. lipnja 2022.    | Stade de France, Pariz, Francuska                | Francuska   | 0:1     | 0:1           | Liga nacija 2022./23.                                      |
| 23.  | 25. rujna 2022.     | Ernst-Happel-Stadion, Beč, Austrija              | Austrija    | 0:1     | 1:3           | Liga nacija 2022./23.                                      |
| 24.  | 14. lipnja 2023.    | De Kuip, Rotterdam, Nizozemska                   | Nizozemska  | 2:4     | 2:4           | Liga nacija 2022./23. - Završnica                          |
| 25.  | 8. lipnja 2024.     | Estádio Nacional, Oeiras, Portugal               | Portugal    | 0:1     | 1:2           | Prijateljska utakmica                                      |
| 26.  | 24. lipnja 2024.    | Red Bull Arena, Leipzig, Njemačka                | Italija     | 1:0     | 1:1           | Europsko prvenstvo u nogometu – Njemačka 2024.             |
| 27.  | 8. rujna 2024.      | Opus Arena, Osijek, Hrvatska                     | Poljska     | 1:0     | 1:0           | Liga nacija 2024./25.                                      |
| 28.  | 9. lipnja 2025.     | Opus Arena, Osijek, Hrvatska                     | Češka       | 2:1     | 5:1           | Kvalifikacije za Svj. prvenstvo 2026.                      |

## Stil igre
Modrić je sposoban jednako dobro igrati sa svojom slabijom, lijevom i sa svojom desnom nogom. Također je sposoban igrati na svim pozicijama u veznome redu. Dok je igrao u momčadi Dinama iz Zagreba, Modrić je bio nositelj igre te je često mijenjao svoju poziciju, iako je većinom igrao na poziciji lijevog krila. Također je sposoban igrati i u središnjici terena, kao i na desnom krilu. Francuski nogometni stručnjak Gérard Houllier opisao je Modrića kao izuzetnog radnika na terenu, staloženog igrača s odličnim pregledom igre i preciznim dodavanjima.

## Priznanja

### Individualna
"Volio bih pozdravit moju Hrvatsku. Kakvo smo samo prekrasno ljeto imali. Hvala vam na predivnim emocijama. Uživali smo. Hvala vam na iskrenoj podršci i šaljem vam velike pozdrave."

"Definitno bih odabrao Svjetsko prvenstvo umjesto Zlatne lopte. Uvijek sam govorio da su momčadski trofeji najvažniji. Uvijek bih mijenjao individualne nagrade za naslov svjetskog prvaka s Hrvatskom. Ali, nažalost, to nije tako. Ovo je važan trofej, ali bih radije naslov svjetskog prvaka."

- 2003.: Nogometna Premijer liga Bosne i Hercegovine – igrač godine.
- 2004.: trofej "Filip Šunjić Pipa"
- 2004.: Hrvatska nogometna nada godine.
- 2007.: Najbolji igrač Prve HNL, u izboru kapetana klubova Prve HNL.[71]
- 2008.: Žuta majica Sportskih novosti.
- Euro 2008. – Član najbolje momčadi Europskog prvenstva.[72]
- "Večernji list", Nogometaš godine (8): 2007.,[73] 2008.,[73] 2011.,[74] 2014.,[75] 2016., 2017.,[76] 2018.,[76] 2019.[77]
- Najbolji europski razigravač: 2008./09.[nedostaje izvor]
- 2013.: Javno priznanje Općine Jasenice: Godišnja nagrada Don Mate Nekić.[78]
- 2014.: Najbolji vezni nogometaš španjolske prve lige u sezoni 2013./14., u izboru Udruge španjolskih profesionalnih klubova (LFP), gdje odlučuju glasovi triju kapetana iz 42 kluba prve i druge lige španjolske lige koji čine LFP.[79]
- 2014.: Najbolji vezni nogometaš španjolske prve lige u sezoni 2013./14. po glasovima čitatelja španjolskog lista Marce.[80]
- 2015.: Izabran je u idealnu 11-oricu za 2015. godinu u izboru FIFA-e i Udruge nogometnih profesionalaca (FIFPro). Time je tek drugi igrač iz istočne Europe koji je ušao u FIFPro World XI, najbolju momčad svijeta.[81]
- 2016.: Drugi najbolji igrač Svjetskog klupskog prvenstva.[82]
- 2016.: Najbolji vezni nogometaš španjolske prve lige u sezoni 2015./16., u izboru Udruge španjolskih profesionalnih klubova (LFP).[79]
- 2017.: Izabran je u idealnu momčad Lige prvaka 2016./17., kao dirigent veznog reda prve momčadi koja je obranila naslov pobjednika Lige prvaka, Reala iz Madrida.[83]
- 2017.: Najbolji igrač Svjetskog klupskog prvenstva.[84]
- 2017.: Nagrada Grada Zadra, za postignute izvanredne rezultate u području športa.[85]
- 2018.: Najbolji igrač Svjetskog nogometnog prvenstva u Rusiji.[86]
- 2018.: Najbolji vezni igrač UEFA Lige prvaka za 2017. godinu.[87]
- 2018.: Najbolji igrač Europe za sezonu 2017./18., osvojivši 90 bodova više od drugoplasiranog Cristiana Ronalda[8]
- 2018.: Izabran u idealnu momčad svijeta za sezonu 2017./18. prema izboru FIFA-e na svečanosti The Ball u kategoriji "FIFA Fifpro World 11"[88]
- 2018.: Najbolji igrač svijeta u kategoriji "The Best FIFA Men's Player" za sezonu 2017./18. po izboru novinara, kapetana, izbornika i navijača cijeloga svijeta.[9]
- 2018.: Počasni građanin Grada Zadra.[89]
- 2018.: Nagrada Grada Zadra, za izvanredne uspjehe u području športa i zasluge u promicanju ugleda grada Zadra.[90]
- 2018.: Dobitnik je godišnje državne nagrade za šport "Franjo Bučar"
- 2018.: Odlukom Predsjednice Republike Hrvatske Kolinde Grabar-Kitarović odlikovan je Redom kneza Branimira s ogrlicom, "za izniman, povijesni uspjeh hrvatske nogometne reprezentacije, osvjedočenu srčanost i požrtvovnost kojima su dokazali svoje najveće profesionalne i osobne kvalitete, vrativši vjeru u uspjeh, optimizam i pobjednički duh, ispunivši ponosom sve hrvatske navijače diljem svijeta ujedinjene u radosti pobjeda, te za iskazano zajedništvo i domoljubni ponos u promociji sporta i međunarodnog ugleda Republike Hrvatske, te osvajanju 2. mjesta na 21. Svjetskom nogometnom prvenstvu u Ruskoj Federaciji".[91]
- 2018.: Najbolji svjetski razigravač (The World’s Best Playmaker 2018), u izboru Međunarodnoga instituta za nogometnu povijest i statistiku (IFFHS).[92]
- 2018.: Osvajač Zlatne lopte kao najbolji igrač svijeta za 2018. godinu u izboru France Footballa.[10] Prvi je igrač koji je spojio nagrade za najboljeg nogometaša SP-a, FIFA-e i France Footballa.[93]
- 2018.: Najuspješniji hrvatski športaš u izboru Hrvatskog olimpijskog odbora (HOO).[94]
- 2018.: Najbolji balkanski športaš u izboru Bugarske novinske agencija (BTA).[95][96]
- 2018.: Najbolji športaš svijeta u izboru Međunarodnog udruženja športskih novinara (AIPS-a). U anketi je sudjelovalo 359 novinara iz 87 zemalja, a Modrić je pobijedio s 419 bodova, ispred dvojice najboljih tenisača svijeta Novaka Đokovića (337 bodova) i Rogera Federera (290 bodova).[97]
- 2019.: 25. ožujka, Hrvatska pošta Modriću u čast izdala je prigodnu poštansku marku.[98]
- 2019.: Osvaja nagradu Golden Foot za 2019. godinu.[99]
- 2021.: Međunarodni institut za nogometnu povijest i statistiku (IFFHS) je Luku Modrića proglasio trećim najboljim razigravačem desetljeća (za razdoblje 2011.− 2020. godine).[100]
- 2021.: Međunarodni institut za nogometnu povijest i statistiku (IFFHS) uvrstio je Modrića u momčad desetljeća za razdoblje od 2011. do 2020.[101]
- 2022.: Treći najbolji igrač Svjetskog nogometnog prvenstva u Kataru.[102]
- 2024.: Odlukom Predsjednika Republike Hrvatske Zorana Milanovića dodijeljena mu je Povelja Republike Hrvatske.[103]

### Klupska
Dinamo Zagreb
- 1. HNL (3): 2005./06., 2006./07., 2007./08.
- Hrvatski nogometni kup (2): 2007., 2008.
- Hrvatski nogometni superkup (1): 2006.

Real Madrid
- La Liga (4): 2016./17., 2019./20., 2021./22., 2023./24.
- Copa del Rey (2): 2013./14., 2022./23.[104]
- Supercopa de España (5): 2012., 2017., 2020., 2022., 2024.
- UEFA Liga prvaka (6): 2013./14., 2015./16., 2016./17., 2017./18., 2021./22., 2023./24.
- UEFA Superkup (5): 2014., 2016., 2017., 2022., 2024.
- FIFA Svjetsko klupsko prvenstvo (5): 2014., 2016., 2017., 2018., 2022.
- FIFA Interkontinentalni kup (1): 2024.

### Reprezentativna
Hrvatska
- Svjetsko prvenstvo: 2018. (2. mjesto),[105] 2022. (3. mjesto)[106]
- UEFA Liga nacija: 2022./23. (2. mjesto)[107]

## Statistika

### Klupska statistika
- Ažurirano 18. lipnja 2025.[28][108]
- Nas. = nastupi; Gol. = golovi

| Klub                   | Sezona            | Liga | Liga | Kup  | Kup  | Liga kup | Liga kup | Europa | Europa | Superkup | Superkup | Ukupno | Ukupno |
| Klub                   | Sezona            | Nas. | Gol. | Nas. | Gol. | Nas.     | Gol.     | Nas.   | Gol.   | Nas.     | Gol.     | Nas.   | Gol.   |
| ---------------------- | ----------------- | ---- | ---- | ---- | ---- | -------- | -------- | ------ | ------ | -------- | -------- | ------ | ------ |
| HŠK Zrinjski Mostar    | 2003./04.         | 25   | 8    | —    | —    | —        | —        | —      | —      | —        | —        | 25     | 8      |
| HŠK Zrinjski Mostar    | Ukupno            | 25   | 8    | 0    | 0    | 0        | 0        | 0      | 0      | 0        | 0        | 25     | 8      |
| NK Inter-Zaprešić      | 2004./05.         | 18   | 4    | —    | —    | —        | —        | —      | —      | —        | —        | 18     | 4      |
| NK Inter-Zaprešić      | Ukupno            | 18   | 4    | 0    | 0    | 0        | 0        | 0      | 0      | 0        | 0        | 18     | 4      |
| GNK Dinamo Zagreb      | 2004./05.         | 7    | 0    | 1    | 0    | —        | —        | —      | —      | —        | —        | 8      | 0      |
| GNK Dinamo Zagreb      | 2005./06.         | 32   | 7    | 1    | 0    | —        | —        | —      | —      | —        | —        | 33     | 7      |
| GNK Dinamo Zagreb      | 2006./07.         | 30   | 6    | 7    | 1    | —        | —        | 6      | 0      | 1        | 1        | 44     | 8      |
| GNK Dinamo Zagreb      | 2007./08.         | 25   | 13   | 8    | 1    | —        | —        | 12     | 3      | —        | —        | 45     | 17     |
| GNK Dinamo Zagreb      | Ukupno            | 94   | 26   | 17   | 2    | 0        | 0        | 18     | 3      | 1        | 1        | 130    | 32     |
| Tottenham Hotspur F.C. | 2008./09.         | 34   | 3    | 2    | 1    | 4        | 0        | 4      | 1      | —        | —        | 44     | 5      |
| Tottenham Hotspur F.C. | 2009./10.         | 25   | 3    | 7    | 0    | —        | —        | —      | —      | —        | —        | 32     | 3      |
| Tottenham Hotspur F.C. | 2010./11.         | 32   | 3    | 2    | 0    | —        | —        | 9      | 1      | —        | —        | 43     | 4      |
| Tottenham Hotspur F.C. | 2011./12.         | 36   | 4    | 3    | 0    | —        | —        | 2      | 1      | —        | —        | 41     | 5      |
| Tottenham Hotspur F.C. | Ukupno            | 127  | 13   | 14   | 1    | 4        | 0        | 15     | 3      | 0        | 0        | 160    | 17     |
| Real Madrid            | 2012./13.         | 33   | 3    | 8    | 0    | —        | —        | 11     | 1      | 1        | 0        | 53     | 4      |
| Real Madrid            | 2013./14.         | 34   | 1    | 6    | 0    | —        | —        | 11     | 1      | —        | —        | 51     | 2      |
| Real Madrid            | 2014./15.         | 16   | 1    | —    | —    | —        | —        | 7      | 0      | 2        | 0        | 25     | 1      |
| Real Madrid            | 2015./16.         | 32   | 2    | —    | —    | —        | —        | 12     | 1      | —        | —        | 44     | 3      |
| Real Madrid            | 2016./17.         | 25   | 1    | 2    | 0    | —        | —        | 14     | 0      | —        | —        | 41     | 1      |
| Real Madrid            | 2017./18.         | 26   | 1    | 2    | 0    | —        | —        | 14     | 1      | 1        | 0        | 43     | 2      |
| Real Madrid            | 2018./19.         | 34   | 3    | 3    | 0    | —        | —        | 9      | 1      | —        | —        | 46     | 4      |
| Real Madrid            | 2019./20.         | 31   | 3    | 1    | 0    | —        | —        | 6      | 1      | 2        | 1        | 40     | 5      |
| Real Madrid            | 2020./21.         | 35   | 5    | —    | —    | —        | —        | 12     | 1      | 1        | 0        | 48     | 6      |
| Real Madrid            | 2021./22.         | 28   | 2    | 2    | 0    | —        | —        | 13     | 0      | 2        | 1        | 45     | 3      |
| Real Madrid            | 2022./23.         | 33   | 4    | 4    | 0    | —        | —        | 13     | 2      | 2        | 0        | 52     | 6      |
| Real Madrid            | 2023./24.         | 32   | 2    | 1    | 0    | —        | —        | 11     | 0      | 2        | 0        | 46     | 2      |
| Real Madrid            | 2024./25.         | 35   | 2    | 5    | 2    | —        | —        | 17     | 0      | 1        | 0        | 58     | 4      |
| Real Madrid            | Ukupno            | 394  | 30   | 34   | 2    | 0        | 0        | 150    | 9      | 14       | 2        | 592    | 43     |
| Ukupno u karijeri      | Ukupno u karijeri | 658  | 81   | 65   | 5    | 4        | 0        | 183    | 15     | 15       | 3        | 925    | 104    |

### Statistika u hrvatskoj nogometnoj reprezentaciji
- Ažurirano 9. lipnja 2025.[59]
- Nas. = nastupi; Gol. = golovi
- Prij. = prijateljske utakmice; Kval. = kvalifikacijske utakmice; LN = Liga nacija; EP = Europsko prvenstvo u nogometu; SP = Svjetsko prvenstvo u nogometu

#### Mlađe momčadi
| Nacionalna vrsta  | Godina        | Prij. | Prij. | Kval. | Kval. | Ukupno | Ukupno |
| Nacionalna vrsta  | Godina        | Nas.  | Gol.  | Nas.  | Gol.  | Nas.   | Gol.   |
| ----------------- | ------------- | ----- | ----- | ----- | ----- | ------ | ------ |
| Hrvatska do 15    | 2001.         | 2     | 0     | 0     | 0     | 2      | 0      |
| Hrvatska do 17    | 2001.         | 2     | 0     | 0     | 0     | 2      | 0      |
| Hrvatska do 18    | 2003.         | 7     | 0     | 0     | 0     | 7      | 0      |
| Hrvatska do 19    | 2003. – 2004. | 5     | 1     | 6     | 0     | 11     | 1      |
| Hrvatska do 21    | 2004. – 2005. | 6     | 1     | 9     | 1     | 15     | 2      |
| Ukupno u karijeri | 2001. – 2005. | 22    | 2     | 15    | 1     | 37     | 3      |

#### Seniorska momčad
| Godina            | Prij. | Prij. | Kval. | Kval. | LN   | LN   | EP   | EP   | SP   | SP   | Ukupno | Ukupno |
| Godina            | Nas.  | Gol.  | Nas.  | Gol.  | Nas. | Gol. | Nas. | Gol. | Nas. | Gol. | Nas.   | Gol.   |
| ----------------- | ----- | ----- | ----- | ----- | ---- | ---- | ---- | ---- | ---- | ---- | ------ | ------ |
| 2006.             | 6     | 1     | 4     | 1     | —    | —    | —    | —    | 2    | 0    | 12     | 2      |
| 2007.             | 2     | 1     | 8     | 0     | —    | —    | —    | —    | —    | —    | 10     | 1      |
| 2008.             | 4     | 0     | 4     | 2     | —    | —    | 3    | 1    | —    | —    | 11     | 3      |
| 2009.             | 1     | 0     | 2     | 1     | —    | —    | —    | —    | —    | —    | 3      | 1      |
| 2010.             | 5     | 0     | 3     | 0     | —    | —    | —    | —    | —    | —    | 8      | 0      |
| 2011.             | 2     | 0     | 7     | 1     | —    | —    | —    | —    | —    | —    | 9      | 1      |
| 2012.             | 2     | 0     | 4     | 0     | —    | —    | 3    | 0    | —    | —    | 9      | 0      |
| 2013.             | 3     | 0     | 7     | 0     | —    | —    | —    | —    | —    | —    | 10     | 0      |
| 2014.             | 4     | 0     | 4     | 2     | —    | —    | —    | —    | 3    | 0    | 11     | 2      |
| 2015.             | 0     | 0     | 4     | 0     | —    | —    | —    | —    | —    | —    | 4      | 0      |
| 2016.             | 3     | 0     | 2     | 0     | —    | —    | 3    | 1    | —    | —    | 8      | 1      |
| 2017.             | 0     | 0     | 8     | 1     | —    | —    | —    | —    | —    | —    | 8      | 1      |
| 2018.             | 4     | 0     | 0     | 0     | 4    | 0    | —    | —    | 7    | 2    | 15     | 2      |
| 2019.             | 1     | 0     | 8     | 2     | —    | —    | —    | —    | —    | —    | 9      | 2      |
| 2020.             | 2     | 0     | 0     | 0     | 4    | 0    | —    | —    | —    | —    | 6      | 0      |
| 2021.             | 2     | 0     | 7     | 3     | —    | —    | 4    | 1    | —    | —    | 13     | 4      |
| 2022.             | 3     | 1     | —     | —     | 6    | 2    | —    | —    | 7    | 0    | 16     | 3      |
| 2023.             | 0     | 0     | 8     | 0     | 2    | 1    | —    | —    | —    | —    | 10     | 1      |
| 2024.             | 3     | 1     | —     | —     | 6    | 1    | 3    | 1    | —    | —    | 12     | 3      |
| 2025.             | 0     | 0     | 2     | 1     | 2    | 0    | —    | —    | —    | —    | 4      | 1      |
| Ukupno u karijeri | 47    | 4     | 82    | 14    | 24   | 4    | 16   | 4    | 19   | 2    | 188    | 28     |

## Vanjske poveznice

### Sestrinski projekti
|  | Zajednički poslužitelj ima još gradiva o temi Luka Modrić |

### Mrežna sjedišta
- Profil, Hrvatski nogometni savez
- Statistike hrvatskog nogometa – Luka Modrić (hrv.)/(engl.)/(njem.)/(šp.)
- Službene stranice Real Madrida – profil Luke Modrića (engl.)
- ESPN: Luka Modrić (engl.)
- Soccerway – Luka Modrić (engl.)
- Luka Modrić (La Liga statistika) (engl.)